# Вулиця Гавришкевича (Львів)
Ву́лиця Гавришке́вича — вулиця у Галицькому районі міста Львова, неподалік історичного центру. Сполучає вулицю Краківську з площею Данила Галицького.

## Історія та назва
- До 1861 року — Деревна.
- 1861—листопад 1941 року — площа Стрілецька.
- листопад 1941—липень 1944 року — Шарфшютценґассе.
- липень 1944—1946 — площа Стрілецька.
- 1946—1993 роки — площа Данила Галицького.
- 1993 року виокремлена з площі Данила Галицького та названа на честь українського архітектора Сильвестра Гавришкевича (1836—1911), автора проєкту Преображенської церкви, що розташована неподалік, на вулиці Краківській[6][7].

## Забудова
В архітектурному ансамблі вулиці Гавришкевича переважають класицизм та віденська сецесія. Більшість будинків внесено до Реєстру пам'яток архітектури місцевого значення.
№ 2 — триповерховий наріжний будинок, споруджений у 1874 році. Фасад будівлі розшитий довгими суцільними пасмами гладкої дощатої рустовки. Над вікнами другого поверху нависають поличкові сандрики оперті на два волютовидні кронштейни прикрашені листям аканта. Вікна третього поверху обрамлено лиштвами, з боків вгорі розкріплені. Тут у міжвоєнний період містилися друкарська спілка «Sztuka», видавництво «Arbeiter Kultur» і продаж масла та яєць Вішика. Будинок внесений до Реєстру пам'яток архітектури місцевого значення під охоронним № 879-м.
№ 7 (інша адреса — площа Данила Галицького, 1) — з південного боку нинішнього Львівського обласного театру ляльок у міжвоєнний період містилася Львівська фабрика горілок і лікерів «Кракус» та склад труб, заліза та технічних товарів «Гідрант». Нині цієї адреси не існує.
На нинішній вулиці Гавришкевича у міжвоєнний період діяла синагога «Маґід Мешурім».